# شامیتا شتی
شامیتا شتی (انگلیسی: Shamita Shetty؛ زادهٔ ۲ فوریه ۱۹۷۹) طراح داخلی، هنرپیشه و مدل اهل کشور هند است. او خواهر کوچکتر بازیگر بالیوود ، شیلپا شتی است. وی بین سال‌های ۲۰۰۰ تا ۲۰۱۱ میلادی فعالیت می‌کرد.

## حرفه
او اولین حضورش را با فیلم پرفروش محبت‌ها ، از شرکت یاش راج فیلمز شروع کرد که به وسیلهٔ آدیتیا چوپرا کارگردانی شده‌است.

## قسمتی از فیلمشناسی
- محبت‌ها -۲۰۰۰
- همدم -۲۰۰۲
- عروسی دوستم است-۲۰۰۲
- بی‌وفا-۲۰۰۵
- زهر-۲۰۰۵
- فریب-۲۰۰۵
- وجه نقد -۲۰۰۷
- مستأجر-۲۰۲۳